# Fonlupt
Fonlupt is een Frans historische merk van motorfietsen.
Fonlupt maakte van 1933 tot 1940 lichte tweetakt-motorfietsen met eigen blokken.
Niet zeker is of het hetzelfde Fonlupt is dat auto's maakte in Levallois.